# Liste der Abgeordneten zum Salzburger Landtag (Herzogtum, 3. Wahlperiode)
Diese Liste der Abgeordneten zum Salzburger Landtag (Herzogtum, 3. Wahlperiode) listet alle Abgeordneten zum Salzburger Landtag, dem Landtag (Österreich-Ungarn) des Kronlandes Herzogtum Salzburg der Monarchie Österreich-Ungarn, in dessen 3. Wahlperiode auf.

## Überblick über die 3. Wahlperiode 1870
Die Angelobung der Abgeordneten erfolgte am 20. August 1870, wobei der Landtag 26 Abgeordnete umfasste. Dem Landtag gehörten dabei 5 Vertreter des Großgrundbesitzes, 2 Vertreter der Handelskammer, 10 Vertreter der Städte und Märkte und 8 Vertreter der Landgemeinden an, hinzu kam die Virilstimme des Salzburger Erzbischofs. 30. August 1870 fand die letzte Sitzung der kurzen Periode statt, 14. September 1871 wurde der folgende Landtag angelobt.
Landtags- (und auch Landesausschuss-)Vorsitzender war Landeshauptmann Josef Ritter von Weiß (im Amt 31. März 1861 – 20. September 1872), sein Stellvertreter der Bürgermeister von Salzburg, Heinrich Ritter von Mertens.
Vorgesetzter Landeschef (Statthalter, hier Landespräsident genannt) war Regierungskommissär Adolf Fürst Auersperg (im Amt 15. März 1870 – 25. November 1871);
Landesherr war Kaiser Franz Joseph I.

## Sessionen
Die 3. Wahlperiode bestand lediglich aus einer Session:
vom 20. August bis 30. August 1870 (5 Sitzungen)

## Landtagsabgeordnete
1. Spalte: Sortierung im Verzeichnis der Landtags-Mitglieder (durchgestrichen: während der Wahlperiode ausgeschieden)
Name: der Vorsitzende (Landeshauptmann) fettgesetzt, der Stellvertreter kursiv;  … Abgeordnete zum Reichsrat;  … Mitglieder des Landesausschusses;  … deren Stellvertreter/Ersatzmänner
3. Spalte: sortiert nach obigen Funktionen: LH, LHS … Landeshauptmann/-Stllv; LA, LAS … Ausschussmitglied/-Stllv..; RA … Reichsratsabg.
WK … Wahlklasse: V … Virilstimme, GG … Großgrundbesitz,  HK … Handelskammer, SM … Städte und Märkte, LG … Landgemeinden
Anmerkung: sortiert sich nach Amtszeit
|   | Name                           |        | WK | Wahlbezirk  | Anmerkung |
| - | ------------------------------ | ------ | -- | ----------- | --- |
| F | Johann Buchner                 |        | LG | Zell am See | bis 1877 (4. WP) abgeordnet                                                                                          |
| F | Johann Bürgler                 |        | LG | St. Johann  | bis 1883 (5. WP, diese für den Großgrund) abgeordnet                                                                 |
| E | Maximilian Chiari              | LAS    | SM | Tamsweg     | ab 1869 (2. WP, III. Sess.) abgeordnet (und wieder ab 1872, 4. WP II. Sess. für Radstadt)                            |
| F | Albert Eder                    |        | LG | Salzburg    | (war schon 1861–1866, 1. WP, und wieder ab 1877, 4. WP, VII. Sess., Virilstimme und als Erzbischof, abgeordnet)      |
| B | Anton Embacher                 |        | GG |             | 1861 (1. WP, diese für die Zell am See) bis 1877 (4. WP) abgeordnet                                                  |
| E | Georg Frauenschuh              |        | SM | Neumarkt    | Mandatsverzicht in der letzten Landtagssitzung 31. August 1870                                                       |
| D | Mathias Gschnitzer             | RA     | HK |             | seit 1861 (1. WP) abgeordnet                                                                                         |
| B | Josef Halter                   | LHS RA | GG |             | 1861 (1. WP) bis 1872 † (4. WP, I. Sess.) abgeordnet                                                                 |
| C | Ignaz Harrer                   | LA     | SM | Salzburg    | 1867 (2. WP, diese für die Handelskammer) bis 1896 (7. WP) abgeordnet                                                |
| F | Augustin Hassauer              |        | LG | Zell am See | |
| C | Eduard Hueber                  | LAS    | SM | Salzburg    | 1869 (2. WP, III. Sess.) bis 1887 (6. WP) abgeordnet                                                                 |
| E | Emil Kofler                    | LA     | SM | Hallein     | 1867 (2. WP) bis 1877 (4. WP) abgeordnet                                                                             |
| B | Josef Freiherr von Lasser      | RA     | GG |             | seit 1861 (1. WP) abgeordnet (anfangs für Zell am See; Wieder-Angelobung 25. August 1867)                            |
| E | Georg Lienbacher               | LAS    | SM | Golling     | bis 1895 (7. WP) abgeordnet                                                                                          |
| F | Mathias Lienbacher             | LA     | LG | Salzburg    | bis 1883 (5. WP) abgeordnet                                                                                          |
| B | Franz Peitler                  | LA     | GG |             | 1861 (1. WP, bis 2. WP für Werfen) bis 1877 (4. WP) abgeordnet                                                       |
| F | Simon Rehrl                    |        | LG | Salzburg    | bis 1874 (4. WP, nach III. Sess.) abgeordnet                                                                         |
| E | Josef Salzmann                 |        | SM | Zell am See | seit 1863 (1. WP) abgeordnet (teils auch für den Großgrundbesitz, und wieder ab 1878, 5. WP)                         |
| C | Leopold Scheibl                |        | SM | Salzburg    | bis 1877 (4. WP) abgeordnet                                                                                          |
| F | Franz Schleindl                |        | LG | Tamsweg     | bis 1877 (4. WP) abgeordnet (und schon 1865–1867, 1. WP, ab IV. Session)                                             |
| D | Ludwig Schmued                 |        | HK |             | |
| B | Josef Sigl                     |        | GG |             | 1867 (2. WP, diese für Salzburg) bis 1878 (4. WP) abgeordnet                                                         |
| F | Adolf Steinhauser              |        | LG | St. Johann  | seit 1865 (1. WP, IV. Sess., Bezirk bis 1867 Werfen; und wieder ab 1877, 4. WP, VII. Sess., für den Großgrundbesitz) |
| A | Maximilian Joseph von Tarnóczy |        | V  |             | 1861 (1. WP) bis 1876 (4. WP) abgeordnet                                                                             |
| E | Johann Wegscheider             | LAS    | SM | St. Johann  | bis 1883 (5. WP) abgeordnet                                                                                          |
| E | Josef Ritter von Weiß          | LH     | SM | Radstadt    | 1861 (1. WP) bis 1872 (4. WP, I. Sess.) abgeordnet                                                                   |